# Macromitrium angulicaule
Macromitrium angulicaule är en bladmossart som beskrevs av C. Müller 1897. Macromitrium angulicaule ingår i släktet Macromitrium och familjen Orthotrichaceae. Inga underarter finns listade i Catalogue of Life.